# Грем Свіфт
Грем Свіфт (англ. Graham Colin Swift; нар. 4 травня 1949) — британський письменник прозаїк-романіст.  Народився в Лондоні, отримав освіту в Dulwich College, Лондон, Queens' College, Cambridge, і пізніше в University of York. Є другом Ted Hughes.

## Зовнішні посилання
- Аудіо-інтерв'ю 2007 року з Гремом Свіфтом на тему його роману 'The Light of Day' [Архівовано 8 квітня 2017 у Wayback Machine.], проведене Джоном Муланом (англ.)
- Дар'я Кучеренко. Букерівські лауреати, яких у нас видали [Архівовано 16 квітня 2017 у Wayback Machine.] - Друг читача, 24.02.2016